# オラスコム・テレコム
オラスコム・テレコム（Orascom Telecom Holding S.A.E.）は、エジプトの通信会社。オラスコム·グループ（Orascom Group）の一会社。
2013年9月からはグローバル・テレコム（Global Telecom Holding SAE）に改称し、現在はオランダのアムステルダムに本社を置くVeonの傘下となっている。
同社のスローガンは、'Giving the World a Voice'。

## 概要
1998年の設立以来、中東、アフリカ、南アジアでの通信事業を展開してきた。

## OTMT
オラスコム・テレコムの元会長・ナギーブ・サウィーリスは、オラスコム・テレコム・メディア・アンド・テクノロジー（OTMT）という持株会社を新設し、同社の会長に就任。後述の北朝鮮（朝鮮民主主義人民共和国）の携帯電話事業を含む一部事業を、引き継ぐことになった。
北朝鮮においては、オラスコム・テレコム時代の2008年に、移動通信事業権を獲得。逓信省との合弁で「Koryolink」を設立した。独占事業権を2015年まで所有していた。2015年には財務報告によるとKoryolinkに対する影響力を失ってる。2016年からは子会社「オラバンク」が北朝鮮での金融業務から撤退し、継続する携帯電話事業でも北朝鮮当局が後押しする他社の「強盛ネット」「ピョル」と競合するようになり、2017年にはサービスを中止して撤退の手続きを行ってると報じられてる。また、北朝鮮当局によってKoryolinkで上げた収益金約6億ドルが海外送金できない状態になっている。